# Walichnowy
Walichnowy – wieś w Polsce położona w województwie łódzkim, w powiecie wieruszowskim, w gminie Sokolniki.
W latach 1975–1998 miejscowość administracyjnie należała do województwa kaliskiego.

## Części wsi
| SIMC    | Nazwa     | Rodzaj    |
| ------- | --------- | --------- |
| 0208806 | Górki     | część wsi |
| 0208812 | Maksymów  | część wsi |
| 0208829 | Malanów   | część wsi |
| 0208835 | Pustkowie | część wsi |

## Historia
Jak podaje „Liber beneficiorum” Jana Łaskiego (Gniezno 1880, t. II, s. 152), wieś nazywana była też Walknowy. Była gniazdem rodu Walknowskich albo Walichnowskich Wieruszów, bowiem z Wieruszowa rodzina ta się wywodziła. Kościół był tu zapewne już w XIV w., pierwsza o nim wzmianka pochodzi z drugiej połowy XV w. W 1723 r. Paweł Załuskowski, podczaszy kaliski, miejscowy dziedzic, wybudował nowy drewniany kościół w miejscu poprzedniego zniszczonego. Ten kościół był konsekrowany 11 listopada 1723 r. przez sufragana gnieźnieńskiego Franciszka Kraszkowskiego. Kościół ten spalił się w 1866 r., co spowodowało budowę nowego kościoła.
14 kwietnia 1863 roku podczas powstania styczniowego w okolicy wsi oddział powstańców miał stoczyć zwycięską potyczkę z Rosjanami i odpędzić nieprzyjaciela do Wielunia.

## Komunikacja
W Walichnowach, na węźle drogowym „Wieluń” krzyżują się dwie drogi krajowe:
- droga ekspresowa S8: Wrocław – Walichnowy – Łódź – Warszawa – Białystok
- droga krajowa nr 74 relacji: S8 – Wieluń – Kielce – Zamość – granica państwa (UA)

## Zabytki
Według rejestru zabytków Narodowego Instytutu Dziedzictwa na listę zabytków wpisany jest obiekt:
- pałac, 1843, 1955-58, nr rej.: 987 z 30.12.1967

## Wspólnoty wyznaniowe
- Kościół rzymskokatolicki:
  - parafia św. Marcina Biskupa
- Świadkowie Jehowy:
  - zbór Walichnowy (Sala Królestwa ul. Słoneczna 32)[7].